# Betssy Chávez
Betssy Betzabet Chávez Chino (Ciudad Nueva, Tacna, 3 de junho de 1989) é uma advogada e política peruana. É a atual Presidente do Conselho de Ministros do Peru desde 25 de novembro de 2022. Foi eleita Congressista da República para o mandato 2021-2026. Foi Ministra do Trabalho e Promoção do Emprego, de outubro de 2021 a maio de 2022, após ser censurada pelo Congresso peruano. Depois ocupou o cargo de Ministra da Cultura, entre agosto e novembro de 2022.

## Biografia
Betssy Betzabet nasceu em 3 de junho de 1989, no distrito peruano de Ciudad Nueva, Tacna. Estudou Direito na Universidade Nacional Jorge Basadre Grohmann, localizada em Tacna. Durante a sua carreira, foi dirigente estudantil e ocupou cargos no centro federado, no conselho e na assembleia universitária. Formou-se como advogada em 2016. É pós-graduada no mestrado em Direito, com menção em Direito Constitucional, pela Universidade José Carlos Mariátegui. Trabalhou como advogada no Governo Regional de Tacna (2020), técnica e assistente no Congresso da República (2017-2020) e chefe de prática da Faculdade de Direito da Universidade Jorge Basadre Grohmann.

## Trajetória
Chávez indica que seu interesse pela política nasceu como resultado do trabalho de seu pai como líder social de famílias que se estabeleceram no cone norte de Tacna. Em 2013, foi candidata ao conselho regional de Tacna, pela Alianza para el Progreso; mas não teve sucesso. Foi eleita deputada nas eleições parlamentares de 2021 com 8.472 votos; representando Tacna, pelo partido Perú Libre. Foi inaugurado em 27 de julho do mesmo ano. Também forma o grupo parlamentar Peru Democrático.
Em 6 de outubro de 2021, foi nomeada e empossada pelo Presidente Pedro Castillo, como Ministra do Trabalho e Promoção do Emprego do Peru. Em abril de 2022, vários meios de comunicação denunciaram que a ministra havia autorizado uma greve dos controladores de tráfego aéreo, o que levou ao cancelamento de voos internos e internacionais para a Páscoa. Depois disso, foi questionada pelo Congresso da República do Peru em 13 de maio. No dia 19 do mesmo mês, no Congresso, vários parlamentares apresentaram moção de censura contra a ministra Chávez. No dia 26 seguinte, o Congresso aprovou a censura com 71 votos a favor, devido à sua incapacidade de gestão e negligência em sua atuação.
Em 5 de agosto do mesmo ano, foi nomeada e empossada pelo Presidente Castillo como Ministra da Cultura do Peru. Chávez, então ministra da Cultura, por meio de sua conta no TikTok, qualificou a promotora da Nação Patricia Benavides como golpista e se referiu a ela como 'Blanca Nélida Colán 2.0', após o início de uma investigação preliminar contra ela. Em declarações à imprensa, a nova ministra mencionou que ter sido censurada como Ministra do Trabalho não a impede de assumir o cargo Ministério da Cultura; ministra Diana Miloslavich também disse na época: "Sua censura não significa que ela não faça um excelente trabalho", o ministro Alejandro Salas: "Ela é uma grande profissional... e , se a qualquer momento (o presidente) considerar que ela deve ser primeira-ministra”. Ela ocupou o cargo até o dia 25 de novembro seguinte, sendo substituída por Silvia Robles Araujo.
Em 25 de novembro de 2022, foi nomeada e empossada pelo Presidente Pedro Castillo, como Presidente do Conselho de Ministros do Peru; após a aceitação da demissão do Primeiro-Ministro Aníbal Torres.